# Agelia
Agelia (z gr. αγελια, od α- brak i γέλως śmiech) – niezdolność do reakcji wyrażających się śmiechem. Tego rodzaju brak reakcji na przeżycia radosne i zabawne spotyka się u ludzi z depresją, zaburzeniami rozwoju intelektualnego, w stanach otępienia organicznego, schizofrenii oraz również czasami u ludzi zdrowych.